# Синицына, Нина Васильевна
Ни́на Васи́льевна Сини́цына (4 июня 1936 — 1 апреля 2018) — советский и российский историк, источниковед. Доктор исторических наук. Главный научный сотрудник Центра истории религии и церкви Института российской истории РАН (Москва).

## Биография
В 1959 году окончила исторический факультет Московского государственного университета имени М. В. Ломоносова.
С этого же года стала работать в Институте истории Академии наук СССР, а после его разделения в 1968 году продолжила трудиться в Институте истории СССР АН СССР (с 1992 — Институт российской истории РАН). Прошла путь от младшего научного сотрудника до старшего, а затем ведущего научного сотрудника института.
В 1966 защитила кандидатскую диссертацию «Ф. И. Карпов — дипломат, публицист XVI в.» (ИИ АН СССР).
С 1977 — доктор исторических наук. Тема диссертации: «Максим Грек в России» (издана в виде монографии).
Основные труды посвящены политической и религиозной истории России XVI—XVII веков, биографии Максима Грека.
Монументальным достижением Нины Васильевны явилась книга «Третий Рим: истоки и эволюция русской средневековой концепции (XV—XVI вв.)» (1998 г.), за которую она была удостоена Макариевской премии 1-й степени (1997 год).
Синицына Н. В. была активным участником российско-итальянского семинара «От Рима — к Третьему Риму», членом научно-редакционного совета ЦНЦ «Православная энциклопедия», членом Экспертного совета Макариевского Фонда (1999—2013).
6 апреля 2018 года по благословению митрополита Псковского и Порховского Евсевия похоронена в Спасо-Елеазаровском женском монастыре в древней Псковской обители — родине доктрины «Москва — Третий Рим».

## Основные сочинения
- Les courants reformateurs et l’humanisme en Russie. Реферат книги А. И. Клибанова «Реформационные движения в России XIV — первой половины XVI вв.». М., 1960 // Вестник истории мировой культуры. 1961. — № 6. — С. 202—205.
- Встреча историков с писателями: (Хроника) // Вопросы истории. 1962. — № 7. — С. 160—162.
- Карпов Федор Иванович // Философская энциклопедия. — Т. 2. — М., 1962. — С. 465.
- Послание Константинопольского Патриарха Фотия князю Михаилу Болгарскому // Труды Отдела древнерусской литературы. — Т. 21. М.; Л., 1965. — С. 96-125.
- Послание Максима Грека Василию III об устройстве афонских монастырей (1518—1519 гг.) // Византийский временник. Т. 26. — М., 1965. — С. 110—136.
- Изучение в Англии истории феодальной России // Вопросы истории. 1968. — № 2. — С. 183—195.
- Максим Грек и его место в литературе XVI—XVIII вв. // Совещание «Древнерусская литература и проблемы истории русской культуры XVIII—XX вв.»: Тез. докл. Л., 1969. — С. 9-10.
- Приемы текстологического анализа рукописных собраний сочинений Максима Грека XVI—XVIII вв. // Конференция по вопросам археографии и изучения древних рукописей. Тбилиси. 3-5 ноября 1969 г.: Тез. докл. Мецниереба, 1969. — С. 57-59.
- Рукописная традиция XVI—XVIII вв. собраний сочинений Максима Грека // Труды Отдела древнерусской литературы. Т. 26. Л., 1971. — С. 259—266.
- Книжный мастер Михаил Медоварцев // Древнерусское искусство: Рукописная книга. Сб. 1. — М., 1972. — С. 286—317.
- Доклад на IX Всесоюзной византиноведческой сессии в Ереване. 11-13 мая 1971 г. // Византийский временник. Т. 33. М., 1971. — С. 263 (кратк. изложение).
- Доклад на XIV международном конгрессе византинистов в Бухаресте. 6-12 сентября 1971 г. // Византийский временник. Т. 33. М., 1972. — С. 275 (кратк. изложение).
- Максим Грек и Савонарола // Феодальная Россия во всемирно историческом процессе: Сб. статей, посвящ. Л. В. Черепнину. М., 1972. — С. 149—156.
- Ранние рукописные сборники сочинений Максима Грека // Археографический ежегодник за 1971 год. — М., 1972. — С. 130—140.
- [Библиография по проблемам культуры и гуманизма в России] // Bibliographie internationale de l’Humanisme et de la Renaissance: Travaux pa rus en 1970. Vol. 6. Genève, 1973 (коллектив составителей)
  - [Библиография по проблемам культуры и гуманизма в России] // Bibliograpfie internationale de l’Hu manisme et de la Renaissance: Travaux parus en 1971. Vol. 7. Genève, 1974
  - [Библиография по проблемам культуры и гуманизма в России] // Bibliographie internationale de l’Humanisme et de la Renaissance. Travaux parus en 1972. Vol. 8. Genève, 1975;
  - [Библиография по проблемам культуры и гуманизма в России] // Bibliographie internationale de l’Humanisme et de la Renaissance. Travaux parus en 1973. Vol. 9. Genève, 1977
- Максим Грек и славянская Псалтырь: (Сложение норм литератур ного языка в переводческой практике XVI в.) // Восточнославянские языки: Источники для их изучения. М., 1973. — С. 99-127 (совм. с Л. В. Ковтун и Б. Л. Фонкичем).
- Судные списки Максима Грека и Исака Собаки. — М., 1971 // Вопросы истории. — № 2. 1973. — С. 153—156 (рецензия).
- Новые рукописи Михаила Медоварцева // Древнерусское искусство: Рукописная книга. Сб. 2. — М., 1974. — С. 145—149.
- Отождествление почерков русских рукописных книг конца XV — первой половины XVI вв. и его трудности // Проблемы палеографии и кодикологии в СССР: Сб. статей. М., 1974. — С. 89-113.
- Этический и социальный аспекты нестяжательских воззрений Мак сима Грека // Общество и государство феодальной России: Сб. статей, посвящ. 70 летию акад. Л. В. Черепнина. М., 1975. — С. 159—170.
- Русские автографы Максима Грека // Памятники культуры. Новые открытия: Ежегодник за 1975 г. — М., 1976. — С. 7-15.
- Les autographes russes de Maxime le Grec // Actes du XIVe Congrès international des études byzantines. Bucarest, 1976. Vol. 3. — P. 147—150.
- Кодикология рукописи и книжный скрипторий // Конференция по истории средневековой письменности и книги. 25-27 октября 1977 г.: Тез. докл. — Ереван, 1977. — С. 89-90.
- Максим Грек в России. М., 1977. Рецензии: Буланин Д. М. // Русская литература. — № 4. 1977. — С. 222—224
- Гранстрем Е. Э., Ковтун Л. С. // История СССР. № 6. 1977. — С. 191—195
- Jack V. Haney // The American Historical Review. Vol. 83. — № 2. 1978. — P. 487
- Papoulidis K. K. // Makedonika. № 18. 1978. — Р. 332
- Kijas A. // Kwartalnik Historyczny. R. LXXXVI. № 1. 1979. — Р. 193—196
- Ostrowski D. // Kritika. Cambridge/Mass., Vol. 40. № 1. 1979. — P. 17-30
- Покровский H. Н. // Византийский временник. Т. 41. — М., 1980. — С. 269—273
- Сборники сочинений Максима Грека с его автографами // Studia codicologica. Т. 24. — Berlin, 1977.
- Пергаменные кириллические акты XIV—XVII вв. в собраниях Польской Народной Республики и задачи их изучения // Восточная Европа в древности и средневековье. М., 1978. — С. 244—251.
- Полемика в русской общественной мысли периода образования и укрепления Русского централизованного государства (конец XV — середина XVI вв.) // Русское централизованное государство. Образование и эволюция. XV—XVIII вв.: Чтения, посвящ. памяти акад. Л. В. Черепнина. 26-28 ноября 1980 г.: Тез. докл. и сообщ. — С. 53-57.
- Авторское самосознание в русской литературе и общественной мысли // Россия на путях централизации: Сб. статей. М., 1982. — С. 213—220.
- Идея законности в русской общественной жизни и общественной мысли конца XV — первой трети XVI в. // Общество, государство, право Рос сии и других стран Европы. Норма и действительность. Ранний и развитой феодализм: Чтения, посвящ. памяти академиков С. Д. Сказкина и Л. В. Че репнина. 25-27 октября 1983 г.: Тез. докл. и сообщ. М., 1983. — С. 71-76.
- Нестяжательство и Русская Православная Церковь XIV—XVI вв. // Религии мира: История и современность: Ежегодник 1983. М., 1983. — С. 76-101.
- [Выступление на VIII коллоквиуме историков СССР и Велико британии в Москве, 1982 г.] // Проблемы британской истории. М., 1984. — С. 8 (кратк. изложение).
- Москва: Иллюстрированная история. М., 1984. (подбор и научное аннотирование иллюстр. материала, совм. с Г. Я. Данилиной).
- La Rome antique et médiévale dans les textes russes du IXe au XVIe s. Étude sur le sens des mots russes «Rim», «rimskij» et «rimljanin» // La nozione di «romano» tra cittadinanza e universalità. Atti del II Seminario internazionale di studi storici «Da Roma alla Terza Roma». 21-23 aprile 1982. Napoli, 1984. — С. 481—503 (совм. с Я. Н. Щаповым).
- [Выступления на XVI Международном конгрессе исторических наук] // XVIe Congrès international des sciences historiques: Actes. Stuttgart, 1986.
- Проблемы изучения русской книжной культуры XVI в. // Руско-български връзки през вековите. — София, 1986.
- Семинар «Рим, Константинополь, Москва» // Вопросы истории. 1986. — № 11. — С. 165—167.
- Les conditions historiques où c’est formée l’idée de «Troisième Rome» et son sens initial // Popoli e spario romano tra diritto e profezia. Atti del III Seminario internazionale di studi storici «Da Roma alla Terza Roma». 21-23 aprile 1983. — Napoli, 1986. — S. 497—519.
- Проблемы общественной мысли эпохи образования Русского централизованного государства и творчество Л. В. Черепнина // Феодализм в России: Сб. статей и восп., посвящ. памяти Л. В. Черепнина. М., 1987. — С. 172—183.
- О происхождении понятия «шапка Мономаха» (к вопросу о концепциях римско-византийского преемства в русской общественно-политической мысли XV—XVI вв.) // Древнейшие государства на территории СССР: Мат-лы и исслед. 1987. — М., 1989. — С. 189—196.
- Исайя Каменец Подольский и Максим Грек: Из истории русской культуры второй половины XVI в. // Литература и искусство в системе культуры: Сб. статей к 80-летию Д. — С. Лихачева. М., 1989. — С. 195—208.
- Русские тексты о судьбе «греческих книг» после падения Константинополя // Византия и Русь: Памяти В. Д. Лихачевой. — М., 1989. — С. 236—246.
- Идея Рима в Москве XV—XVI вв.: Источники по истории русской общественной мысли. Предв. изд. М.; Рим (совм. с Я. Н. Щаповым).
- Автокефалия Русской Церкви и учреждение Московского патри архата (1448—1589 гг.) // Церковь, общество и государство в феодальной России: Сб. статей — М., 1990. — С. 128—151.
- Круглый стол «Роль православной Церкви в истории России» // Вопросы истории. 1990. — № 3. — С. 93-95 (выступление).
- Гипербореец из Эллады, или Одиссея Максима Грека // Прометей: (Историко-биографический альманах сер. «ЖЗЛ») Т. 16. — М., 1990. — С. 214—236.
- Спорные вопросы истории нестяжательства, или О логике истори ческого доказательства // Спорные вопросы отечественной истории XI—XVIII вв.: Тез. докл. и сообщ. Первых чтений, посвящ. памяти А. А. Зимина. М., 1990. — С. 250—254.
- Москва: «Третий Рим» или «Новый Константинополь»? // XVIII Международный конгресс византинистов: Резюме сообщений. М., 1991. — С. 1071—1073.
- Русская Православная Церковь в XV—XVI вв.: Автокефалия и уч реждение Московского патриархата (1448—1589) // Православная церковь в истории России: (Спецкурс лекций). М., 1991. — С. 54-84.
- Учреждение патриаршества и «Третий Рим» // 400 летие учреждения патриаршества в России: Доклады междунар. конф. 5-6 февраля 1990 г. Рим, 1991. — С. 59-80.
- Русская культура // История Европы: В 8 т. Т. 3: От средневековья к Новому времени (конец XV — первая половина XVII в.). — М., 1993. — С. 555—576.
- Идея Рима в Москве. XV—XVI вв.: Источники по истории русской общественной мысли. L’idea di Roma a Mosca. Secoli XV—XVI / Fonti per la storia del pensiero sociale russo. (Подгот. к печати русск. текста.) Roma, 1993 (совм. с Я. Н. Щаповым); Criteri per la scelta dei testi e principi di edizione // Там же. — С. XXI-XXVIII; Commenti ai testi // Там же. — С. XXXV- LXXII; Nota archeografica (совм. с Я. Н. Щаповым) // Там же. — С. ХХIII- LXXXVII.
- Образ Рима и идея Рима в русском национальном сознании // Россия и Италия. М., 1993. — С. 20-38.
- Textes russes sur le sort des livres grecs après la chute de Constantinople. Image et idée de la «deuxième Rome» à Moscou dans la 2 е moitié du XVIe s. // Roma fuori di Roma: istituzioni e immagini. Atti del V Seminario internazionale «Da Roma alla Terza Roma». 21-22 aprile 1985. Roma, 1993. — P. 207—216.
- Проект издания сочинений Максима Грека // Cyrillomethodianum. Thessalonique, 1993—1994. — Vol. 17-18. — С. 93-141.
- Задачи изучения и издания трудов Максима Грека // Славяне и их соседи: Греческий и славянский мир в средние века и в раннее Новое время: Тез. XIII конф. — М., 1994. — С. 49-52.
- «Правда», «Закон», «Вера» в нескольких русских текстах XVI в. // Di ritto e religione. Da Roma a Costantinopoli a Mosca. Rendiconti dell’ XI Seminario internazionale «Da Roma alla Terza Roma». 21 aprile 1991. — Roma, 1994. — P. 171—181.
- Царство и империя в России в их отношениях со священством // Со словия и государственная власть в России. XV — сер. XIX в.: Междунар. конф.: Чтения памяти акад. Л. В. Черепнина. 13-16 июня 1994: Тез. докл. Ч. 2. М., 1994. — С. 106—112. 78-79. Римско Константинопольское наследие на Руси: Идея власти и политическая практика. М., 1995 (член редколлегии); Итоги изучения концеп ции «Третьего Рима» и сборник «Идея Рима в Москве» // Там же. — С. 16-42.
- Из истории раскола последней трети XVII в.: (Соловецкое и Московское восстания) // Макарий (Булгаков), митр. История Русской Церкви. Кн. 7. М., 1996. — С. 501—531.
- Les types des monastères en Russie et l’idéal ascétique russe (XVe -XVIe siècles) // Moines et monastères dans les sociétés de rite grec et latin. — Genève, 1996. — P. 11-35.
- Два мира: возможность взаимопонимания // Россия в первой поло вине XVI в.: Взгляд из Европы. М., 1997. — С. 35-62. 83-84. Рим—Константинополь—Москва: сравнительно историческое ис следование центров идеологии и культуры до XVII в. // IX Международный семинар исторических исследований «От Рима к Третьему миру». Москва, 29-31 мая 1989 г. М., 1997 (член редколлегии); Тема «Третьего Рима» в трудах Международного семинара исторических исследований // Там же. — С. 20-34. 85-87. Церковь в истории России. Сб. 1. М., 1997; Сб. 2. М., 1998; Сб. 3. М., 1999 (член редколлегии).
- Третий Рим: Истоки и эволюция русской средневековой концепции. XV—XVI вв. М., 1998.
- К 70-летию Я. Н. Щапова // Отечественная история. 1998. — № 3. — С. 151—154 (совм. с А. Н. Сахаровым).
- Симфония священства и царства // Исторический вестник. 2000. — № 5/6 (9/10). — С. 64-69; № 7(11). — С. 53-58.
- Русская Церковь в период автокефалии; Учреждение патриаршества // Православная энциклопедия. — М., 2000. — Т. Специальный том. — С. 59-78. — 656 с. — 40 000 экз. — ISBN 5-89572-005-6.
- Русское монашество и монастыри: X—XVIII вв. // Православная энциклопедия. — М., 2000. — Т. Специальный том. — С. 305—324. — 656 с. — 40 000 экз. — ISBN 5-89572-005-6.
- Александр, митр. Новгородский // Православная энциклопедия. — М., 2000. — Т. I : А — Алексий Студит. — С. 490. — 752 с. — 40 000 экз. — ISBN 5-89572-006-4.
- Освоение богословской системы преподобного Максима Грека в религиозном сознании и церковной жизни конца XVI — первой половины XVII века: (Печатные издания и рукописные собрания его сочинений) // Исторический вестник. 2001. — № 4 (15). — С. 115—144.
- Симфония священства и царства и эволюция в истории России // Antichità e rivoluzioni: Da Roma a Costantinopoli a Mosca. Rendiconti del XIII Seminario «Da Roma alla Terza Roma». 21 aprile 1993. Palermo, 2002. 97-99.
- Типы монастырей в России и русский аскетический идеал (XV—XVI вв.) // Монашество и монастыри в России: XI—XX века: Исторические очерки. М., 2002. 346 с. — С. 116—149
- Фрагменты Скитского устава (по рукописи РНБ, Погод. 876) // Монашество и монастыри в России: XI—XX века: Исторические очерки. М., 2002. 346 с. — С. 160—162 (перевод, совм. с Е. В. Беляковой).
- Из истории полемики против латинян в XIV в. (о датировке и атрибуции некоторых сочинений Максима Грека) // Отечественная история. 2002. — № 6. — С. 130—141.
- «Новый царь Константин новому граду Константину — Москве»: Становление идеологии Русского государства в XV веке // Родина. 2003. — № 12. — С. 62-66.
- L’impero della Terza Roma // L’Ortodossia nella nuova Europa: Dina miche storiche e prospettive. — Torino, 2003. — P. 87-103.
- Булев // Православная энциклопедия. — М., 2003. — Т. VI : Бондаренко — Варфоломей Эдесский[англ.]. — С. 361-363. — 752 с. — 39 000 экз. — ISBN 5-89572-010-2.
- Василий III Иоаннович // Православная энциклопедия. — М., 2004. — Т. VII : Варшавская епархия — Веротерпимость. — С. 115–123. — 752 с. — 39 000 экз. — ISBN 5-89572-010-2. (часть статьи)
- Вассиан (Патрикеев) // Православная энциклопедия. — М., 2004. — Т. VII : Варшавская епархия — Веротерпимость. — С. 253–257. — 752 с. — 39 000 экз. — ISBN 5-89572-010-2.
- Русское государство в конце XV—XVI в. // Большая российская энциклопедия. Том: Россия. М., 2004. — С. 283—291.
- Творческий путь Я. Н. Щапова // От Древней Руси к новой России: Юб. сб., посвящ. члену корр. РАН Я. Н. Щапову. М., 2005. — С. 6-16 (совм. с А. Н. Сахаровым).
- Massimo il Greco, Firenze, Savonarola // Giorgio La Pira e la Russia. Firenze; Milano, 2005. P. 265—304.
- Новые данные об итальянском периоде жизни преподобного Максима Грека // Вестник церковной истории. 2006. — № 1. — С. 193—199.
- Новые данные о российском периоде жизни преподобного Максима Грека: (материалы для научной биографии) // Вестник церковной истории. 2006. — № 4. — С. 221—236.
- L’idée de paix dans la pensée sociale et politique russe au XVIe siècle // Concezioni della pace. Atti dell’ VIII Seminario internazionale di studi storici «Da Roma alla Terza Roma», 21-22 aprile 1988. Roma, [2006]. — P. 237—242.
- Герасим (Замыцкий) // Православная энциклопедия. — М., 2006. — Т. XI : Георгий — Гомар. — С. 157-158. — 752 с. — 39 000 экз. — ISBN 5-89572-017-X. (в соавторстве с А. В. Кузьминым)
- Карпов Федор Иванович // Православная энциклопедия. — М., 2013. — Т. XXXI : Каракалла — Катехизация. — С. 330-332. — 752 с. — 33 000 экз. — ISBN 978-5-89572-031-8.

книги
- Максим Грек в России. — М.: Наука, 1977. — 336 с. — 7100 экз. (в пер.)
- Все народы едино суть. Сер. «История Отечества в романах, повестях, документах». М., 1987.
- Третий Рим: истоки и эволюция русской средневековой концепции (XV—XVI вв.) / Ин-т российской истории РАН. Международный семинар «Da Roma alla Terza Roma». — М.: Индрик, 1998. — 416 с. — ISBN 5-8575-9076-0. (в пер.)
- Сказания о преподобном Максиме Греке (XVI—XVII вв.) / Православный Свято-Тихоновский гуманитарный университет. — М.: Изд. ПСТГУ, 2006. — 136 с. — 1000 экз. — ISBN 5-7429-0232-8. (обл.)
- Максим Грек. — М.: Молодая гвардия, 2008. — 236 с. — (Жизнь замечательных людей. Серия биографий. Вып. 1362 (1162)). — 3000 экз. — ISBN 978-5-235-03104-3. (в пер.)

редакция и составление
- Экономические связи между Россией и Швецией в XVII в. Ekonomiska förbindelser mellan Sverige och Ryssland under 1600-talet: Document ur svenska arkiv. Stockholm, 1978; То же. [Доп. вып.] 1-3. М., 1981—1982 (подгот. к печати, коллектив авторов).
- Религия, общество и государство в XX в.: Мат лы конф. 22-25 ок тября 1991 г. — М., 1991 (член редколлегии).
- История Европы: В 8 т. Т. 3: От средневековья к Новому времени (конец XV — первая половина XVII в.). — М., 1993 (член редколлегии).
- Емченко Е. Б. Стоглав: Исследование и текст. М., 2000 (отв. редактор).
- Монашество и монастыри в России: XI—XX века: Исторические очерки. М., 2002. 346 с. Допечатка: М., 2005 (отв. редактор);